# Крістіна Шані
Крістіна Шані, також відома як Шані, або Chanée (дан. Christina Chanée, 6 січня 1979) — дансько-тайська співачка. Учасниця від Данії на пісенному конкурсі Євробачення 2010 в Осло із піснею «In a moment like this» в дуеті з Томасом N'evergreen.